# 15º Corpo d'armata (Ucraina)
Il 15º Corpo d'armata (in ucraino 15-й армійський корпус?, 15-j armijs'kyj korpus, unità militare A5141) è un corpo d'armata delle Forze terrestri ucraine con base nell'oblast' di Rivne.

## Storia
Il corpo è stato costituito nel marzo 2025 in seguito alla riforma delle Forze armate ucraine che prevede la transizione verso una struttura basata proprio sui comandi intermedi di corpo d'armata invece che sui gruppi tattici e operativi. Il 20 giugno 2025 ha annunciato pubblicamente il proprio stemma e motto ufficiali.

## Struttura
- Comando di corpo d'armata[3]
- 129ª Brigata meccanizzata pesante (unità militare А7224)
- 144ª Brigata meccanizzata (unità militare A4828)
- 434º Battaglione sistemi senza pilota